# یواس‌اس پال جونز (دی‌دی-۲۳۰)
یواس‌اس پال جونز (دی‌دی-۲۳۰) (به انگلیسی: USS Paul Jones (DD-230)) یک کشتی بود که طول آن 314 feet 4 inches (95.81 m) بود. این کشتی در سال ۱۹۲۰ ساخته شد.